# Ardclough
Ardclough is een plaats in het Ierse graafschap Kildare. De plaats telt c. 300 inwoners.